# Naveen Selvadurai

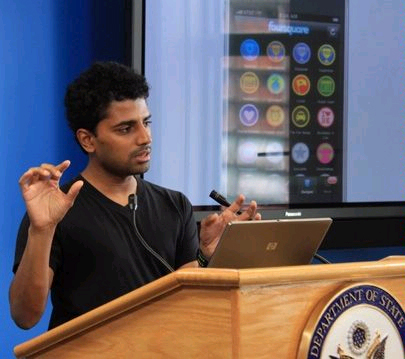
Naveen Selvadurai

Naveen Selvadurai (* 27. Januar 1982 in Chennai, Tamil Nadu, Indien) ist ein US-amerikanischer Internet-Unternehmer, der vor allem als Mitbegründer des Portals Foursquare bekannt geworden ist.

## Leben und Karriere
Selvadurai studierte am King’s College London in London, England und ging danach ans Worcester Polytechnic Institute in den USA. Im Anschluss arbeitete er für Firmen wie Lucent Technologies, Sony, Nokia oder Sun Microsystems und begann in dieser Zeit gemeinsam mit Dennis Crowley das mobile und soziale Netzwerk Foursquare zu gründen.